# De vogel (single)
De vogel is een Nederlandstalig liedje van de Belgische zanger Tim Visterin uit 1970.
Met het nummer realiseerde hij zijn doorbraak in het cabaretgenre en de single ging 100.000 maal over de toonbank.  
De Vogel is een vertaling van het liedje Dites-Moi, Monsieur van de Frans zanger Jean-Claude Darnal.
Tim Visterins versie verscheen op het gelijknamige album De Vogel uit 1971. Het liedje verscheen ook als single, B-kant was het liedje Buffalo Bill.

## Meewerkende artiesten
- Muzikanten:
  - Tim Visterin (zang)
  - Onze-Lieve-Vrouweknapenkoor Mechelen (koor)